# Черрапунджі
Черрапунджі — невелике місто в індійському штаті Мегхалая.
Населення — 10 086 жителів (2001), більшість — кхасі.
Місто розташоване на плато Шиллонг, північніше кордону з Бангладеш на висоті 1313 м над рівнем моря.
Черрапунджі вважається одним із найбільш дощових і вологих місць на Землі (11 777 мм/рік). В Черрапунджі зареєстровані метеорологічні рекорди:
- Найбільша кількість опадів протягом року (22 987 мм, 1 серпня 1860 — 31 липня 1861);
- Найбільша кількість опадів за місяць (9299 мм, липень 1861)[2][3].

## Клімат
З листопада по лютий в Черапунджі сухий прохолодний сезон. Середньомісячні температури — від +11,5 °C в січні до +20,6 °C в серпні, середньорічна — +17,3 °C, опадів — від 11 мм в січні до 3272 мм в липні.
| Клімат Черрапунджі (1961–1990)                   | Клімат Черрапунджі (1961–1990) | Клімат Черрапунджі (1961–1990) | Клімат Черрапунджі (1961–1990) | Клімат Черрапунджі (1961–1990) | Клімат Черрапунджі (1961–1990) | Клімат Черрапунджі (1961–1990) | Клімат Черрапунджі (1961–1990) | Клімат Черрапунджі (1961–1990) | Клімат Черрапунджі (1961–1990) | Клімат Черрапунджі (1961–1990) | Клімат Черрапунджі (1961–1990) | Клімат Черрапунджі (1961–1990) | Клімат Черрапунджі (1961–1990) |
| Показник                                         | Січ.                           | Лют.                           | Бер.                           | Квіт.                          | Трав.                          | Черв.                          | Лип.                           | Серп.                          | Вер.                           | Жовт.                          | Лист.                          | Груд.                          | Рік                            |
| Абсолютний максимум, °C                          | 26,7                           | 28,9                           | 30,6                           | 28,3                           | 30,2                           | 29,2                           | 28,6                           | 29,5                           | 31,1                           | 29,9                           | 27,2                           | 24,5                           | 31,1                           |
| Середній максимум, °C                            | 15,7                           | 17,3                           | 20,5                           | 21,7                           | 22,4                           | 22,7                           | 22,0                           | 22,9                           | 22,7                           | 22,7                           | 20,4                           | 17,0                           | 20,7                           |
| Середня температура, °C                          | 11,5                           | 13,1                           | 16,5                           | 18,1                           | 19,3                           | 20,3                           | 20,1                           | 20,6                           | 20,2                           | 19,3                           | 16,4                           | 12,7                           | 17,3                           |
| Середній мінімум, °C                             | 7,2                            | 8,9                            | 12,5                           | 14,5                           | 16,1                           | 17,9                           | 18,1                           | 18,2                           | 17,5                           | 15,8                           | 12,3                           | 8,3                            | 13,9                           |
| Абсолютний мінімум, °C                           | −1                             | 0,3                            | 0,6                            | 3,9                            | 3,3                            | 9,2                            | 10,0                           | 6,0                            | 12,4                           | 7,8                            | 3,7                            | 1,7                            | −1                             |
| Норма опадів, мм                                 | 11                             | 46                             | 240                            | 938                            | 1214                           | 2294                           | 3272                           | 1760                           | 1352                           | 549                            | 72                             | 29                             | 12180                          |
| Днів з дощем                                     | 1,5                            | 3,4                            | 8,6                            | 19,4                           | 22,1                           | 25,0                           | 29,0                           | 26,0                           | 21,4                           | 9,8                            | 2,8                            | 1,4                            | 170,4                          |
| Вологість повітря, %                             | 70                             | 69                             | 70                             | 82                             | 86                             | 92                             | 95                             | 92                             | 90                             | 81                             | 73                             | 72                             | 81                             |
| ------------------------------------------------ | ------------------------------ | ------------------------------ | ------------------------------ | ------------------------------ | ------------------------------ | ------------------------------ | ------------------------------ | ------------------------------ | ------------------------------ | ------------------------------ | ------------------------------ | ------------------------------ | ------------------------------ |
| Джерело: NOAA та India Meteorological Department |                                |                                |                                |                                |                                |                                |                                |                                |                                |                                |                                |                                |                                |

Ґрунти бідні, вимиваються частими дощами. Поблизу Черрапунджі ведеться видобуток вапняка і кам'яного вугілля. В місті розміщений цементний завод.